# Corinto (kommun i Brasilien, Minas Gerais, lat -18,35, long -44,61)
Corinto är en kommun i Brasilien.   Den ligger i delstaten Minas Gerais, i den sydöstra delen av landet, 500 km sydost om huvudstaden Brasília. Antalet invånare är 23 901.
Följande samhällen finns i Corinto:
- Corinto

Omgivningarna runt Corinto är huvudsakligen savann. Runt Corinto är det glesbefolkat, med 13 invånare per kvadratkilometer.